# ديف كان
ديف كان (بالإنجليزية: Dave Kane)‏ هو مقدم برامج إذاعية أمريكي، ولد في 26 يناير 1948 في بوتكيت في الولايات المتحدة.